# Suaasat
Il suaasat è un piatto tipico groenlandese tradizionalmente preparato come una zuppa di carne di foca bollita accompagnata da cipolle e patate. Tuttavia, quando le foche non erano disponibili, si potevano sostituire con carne di balena, bue muschiato o uccelli marini.

## Origini
Il suaasat è un piatto che veniva mangiato nei periodi di carestia ed in quelli di freddo intenso, soprattutto nelle stagioni invernali.

## Procedimento
Mettere la carne in una casseruola con la cipolla e abbondante acqua fredda, portare a bollire mescolando e rimuovendo la schiuma costantemente. Cuocere a fuoco lento per dieci minuti ed aggiungere il riso. Far bollire per cinque minuti ed aggiungere le patate. Far bollire fino a farlo diventare tenero. Separare i solidi dalla zuppa.
Raffreddare la zuppa, aggiungere la gomma di gellano, miscelare il tutto e far bollire. Spargere velocemente la gelatina su fogli di cottura unti. Miscelare la massa di carne e far raffreddare.